# Peter Becker (Musikpädagoge)
Peter Becker (* 15. Mai 1934 in Glatz, Provinz Niederschlesien; † 5. Juni 2018 in Hannover) war ein deutscher Musikpädagoge und 1993 bis 1997 Präsident der Hochschule für Musik und Theater Hannover.

## Leben
Becker wollte eigentlich Pianist werden, was in der Nachkriegszeit aber nicht möglich war. Er studierte 1954 bis 1960 in Köln (Musikhochschule, Universität) Schulmusik, Komposition, Philosophie, Pädagogik und Germanistik und war danach Lehrer. Nach dem Referendariat am Studienseminar in Göttingen war er ab 1962 Musik- und Deutschlehrer an der Niedersächsischen Heimschule Iburg. In Bad Iburg wirkte er auch als Organist an der Schlosskirche St. Clemens, als Leiter eines Chores und als Klavierbegleiter (für den Cellisten Othello Liesmann). Ab 1970 war er als Oberstudienrat im Hochschuldienst an der Musikhochschule Hannover, wo er 1975 Professor für Musikpädagogik wurde und 1978 bis 1993 Sprecher des Studiengangs Schulmusik war. 1990 wurde er Vizepräsident der Hochschule unter dessen Gründungspräsidenten Richard Jakoby und 1993 bis 1997 war er Präsident.
Er veröffentlichte zu Musikwissenschaft (besonders Musik der Gegenwart) und Musikpädagogik sowie interdisziplinär zur Verbindung von Musik mit bildender Kunst und Literatur. Er komponierte Chorwerke nach Texten von Angelus Silesius, Joseph von Eichendorff (beide wie er aus Schlesien) und Wilhelm Busch.
Der Förderkreis der Musikhochschule vergibt seit 2013 für hervorragende Master-Arbeiten den Peter Becker Förderpreis. 2001 bis 2007 war er Vorsitzender der Hermann Schroeder Gesellschaft (Hermann Schroeder war in Köln einer seiner Lehrer) und 2008 deren Ehrenmitglied.
Er war mit der Musiklehrerin Bärbel Becker verheiratet, mit der er drei Söhne hatte. Sein Sohn Markus Becker ist Pianist und Professor an der Musikhochschule Hannover, sein Sohn Stefan Becker Sprecher der Sparkasse Hannover und sein Sohn Michael Becker Intendant der Tonhalle Düsseldorf.

## Schriften (Auswahl)
- Finis. Non finis… : von Schütz bis Kagel ; Texte zur Musik und ihrer Vermittlung. Schott 2009 (Aufsatzsammlung)
- Schumanns Liederzyklen : Ein musikalischer Werkführer. C. H. Beck 2006
- Beiträge zu 100 Jahre Schallplatte. Von Hannover in die Welt. Ausstellungskatalog, Historisches Museum am Hohen Ufer, Hannover, 1987
- Herausgeber mit Horst Ruprecht: Um klar zu sehen. Freundesgabe für Horst Ruprecht zum 80. Geburtstag. Institut für musikpädagogische Forschung, Hochschule für Musik, Theater und Medien Hannover, 2. Auflage, Hannover 2016